# 블라디미르 요반치치
블라디미르 요반치치(Владимир Јованчић, 1987년 5월 31일~ )는 세르브계 보스니아인의 전 축구 선수이다.

## 기타
그는 K리그 포항 스틸러스에서 활약하였던 라데 보그다노비치의 조카라는 사실이 알려지면서 성남 일화 천마로 이적하기 전부터 관심의 대상이 되었다. 성남의 신태용 감독은 요반치치를 영입한 후 한 시즌에 40골은 넣어줄 수 있는 선수라고 칭찬하며 큰 기대감을 숨기지 않았다. 하지만 2012년 7월까지 리그 16경기 3골에 그치는 부진한 활약을 보이자 톈진 터다로 임대 이적하였다.